# Quartinia signatifrons
Quartinia signatifrons är en stekelart som beskrevs av Turner 1939. Quartinia signatifrons ingår i släktet Quartinia och familjen Masaridae. Inga underarter finns listade i Catalogue of Life.